# St John’s Wood (stacja metra)
St John’s Wood – podziemna stacja metra w Londynie, położona w dzielnicy City of Westminster. Została otwarta w 1939 jako część Bakerloo Line. W 1979 została włączona do tworzonej wówczas Jubilee Line. Rocznie korzysta z niej ok. 6,65 mln pasażerów. Należy do drugiej strefy biletowej. Na stacji sprzedawane są pamiątki związane z zespołem The Beatles – to dlatego, iż w pobliżu znajduje się studio nagraniowe Abbey Road Studios, gdzie powstała większość ich przebojów.